# パイク

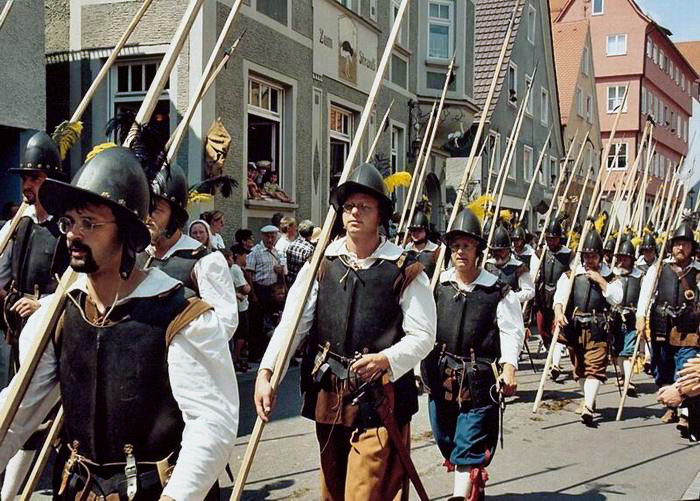
パイクを持って行進する現代の仮装行列

パイク（英語: pike）は、15世紀から17世紀にかけ、歩兵用の武器として対騎兵、対歩兵と幅広く使用された槍の一種である。4mから7m程度の長い柄に25cmほどの木の葉状の刃がついており、重量は3.5-5kg。パイクの名称は15世紀、フランス語でピケ（pique）と呼ばれた歩兵用の槍の英語発音に由来する。

## 概要

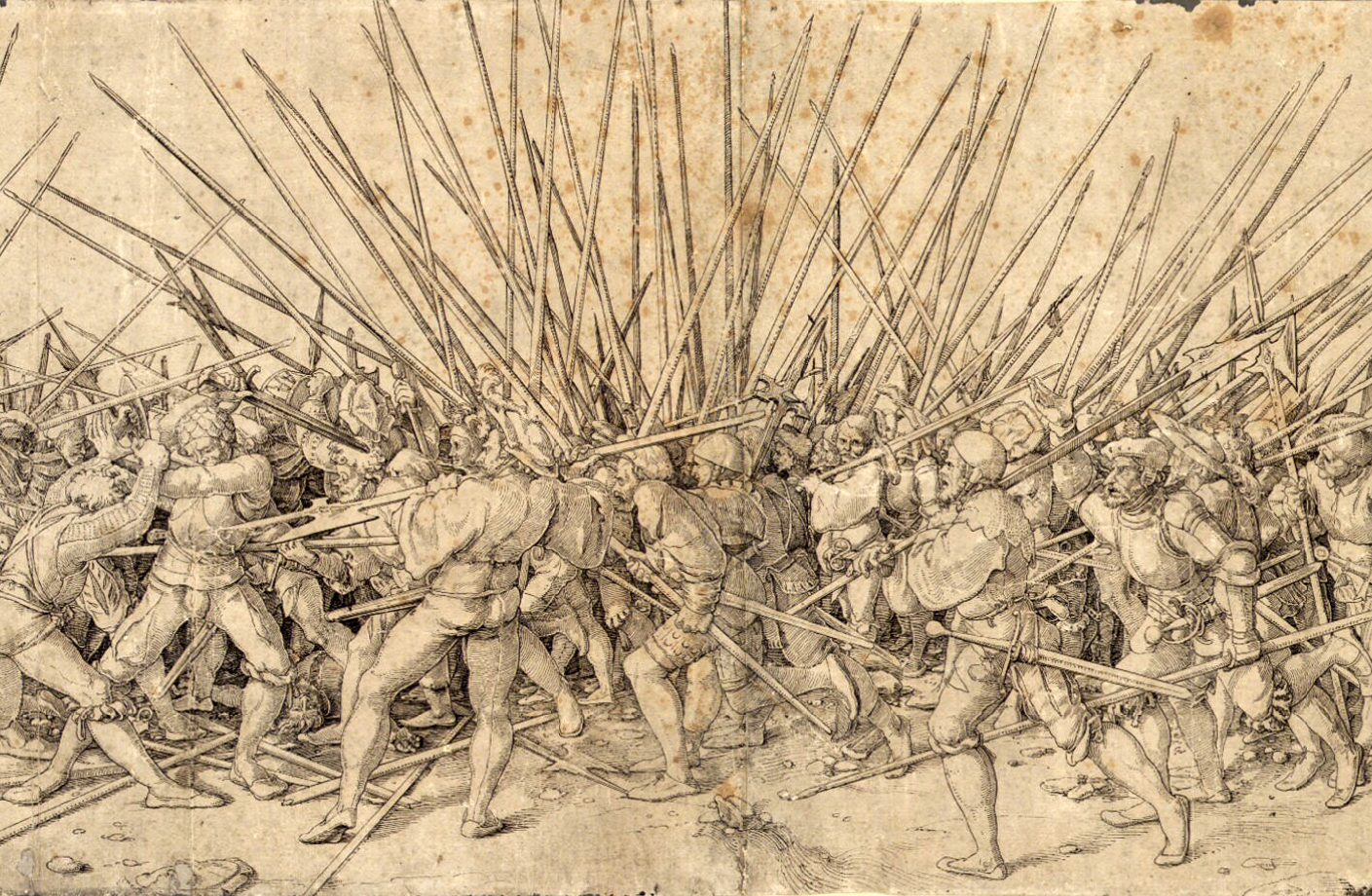
プッシュ・オブ・パイク、16世紀初期の彫版印刷

パイクを持った歩兵は主に隙間なく密集方陣または横隊を組んで前進し、歩兵に対してはプッシュ・オブ・パイク（Push of pike）によって、騎兵に対しては槍衾を作ることによって対抗した。
プッシュ・オブ・パイクとは、肩の高さでパイクを保持し、小さな突きで牽制しながら互いの体が接触するまで前進する戦闘方法で、接触後は白兵戦用武器と押し合いを併用した戦闘が行われた。通常、どちらかの隊列が崩壊するまで継続され、多くの死傷者を伴った。
パイク兵の主任務は突撃してくる騎兵や歩兵の迎撃だったが、しばしば味方の射手や騎兵の援護、撤退する味方の支援などにあたった。
パイクはこのように幅広い用途に用いられ大変効果的だったため、17世紀後半までは主要な歩兵用武器だったが、銃剣の発明により射手が近接戦闘も行えるようになると完全に姿を消した。

## 歴史
マケドニア王国において、サリッサというパイクに似た長槍が使われていた。アレクサンドロス大王のマケドニア軍では、軽装のマケドニア式ファランクスが装備した。
大王の死後、サリッサはさらに長くなり、弱点であった機動力はさらに低下した。援護する騎兵や熟練兵の減少もあって共和政ローマが台頭すると、ローマの投槍とグラディウスで武装したレギオンに対抗できずにほぼ姿を消した。
15世紀初頭まで、スイス兵は主にハルバードやバトルアックスで戦っていた。しかしこうした武器は騎兵のランスに対しては余りにも短く（同じ長さでも歩兵と騎兵で扱う長さが違う）、下馬騎兵の集団を相手にした場合不利であった（1386年ゼンパハの戦い）。
1422年6月30日、傭兵隊長フランチェスコ・ブッソーネ・ダ・カルマニョーラの指揮する下馬騎兵を相手にしたアルベドの戦いでは、一時、ルツェルン市参事会議長が降伏のしるしにハルバードを地面に突き刺したといわれるほどの苦戦を強いられ、その後の同盟会議においてハルバードを中心とする戦術の見直しと、パイク中心戦術への転換が決定された。行軍の際に引きずらなければならない（肩に担ぐとひどく揺れるため）ほどの長大なパイクの操作には相当な訓練時間を要し、また移動にも制限を強いたが、密集隊形にそれまでとは比較にならない強さをもたらした。
スイス兵は主にフランスで傭兵として雇われ、パイクも西ヨーロッパ中に広まった。スイス傭兵を大量に採用したフランス軍は西欧地域においてスペイン軍に次ぐ陸軍大国として君臨した。
火器が発明されてもその重要性は変わらず、マスケット銃を装備した部隊は装填や隊形の変更などの間、パイク兵の援護を受けねばならなかった。
ビザンツ帝国や中国の諸帝国では古代以降も中世・近世まで連綿と長柄の槍が使われ続けた。
17世紀末、フリントロック式のマスケット銃が広まり銃剣の使用が実用的になったことで、銃兵は独力で近接戦闘が可能になり、完全にパイクは銃剣に取って代わられた。
一方で第二次世界大戦中のイギリスでは物資の不足から、後方部隊であるホーム・ガードにウィンストン・チャーチルの提案で「ホーム・ガード・パイク」が支給されたこともある。